# Tsewang Norbu

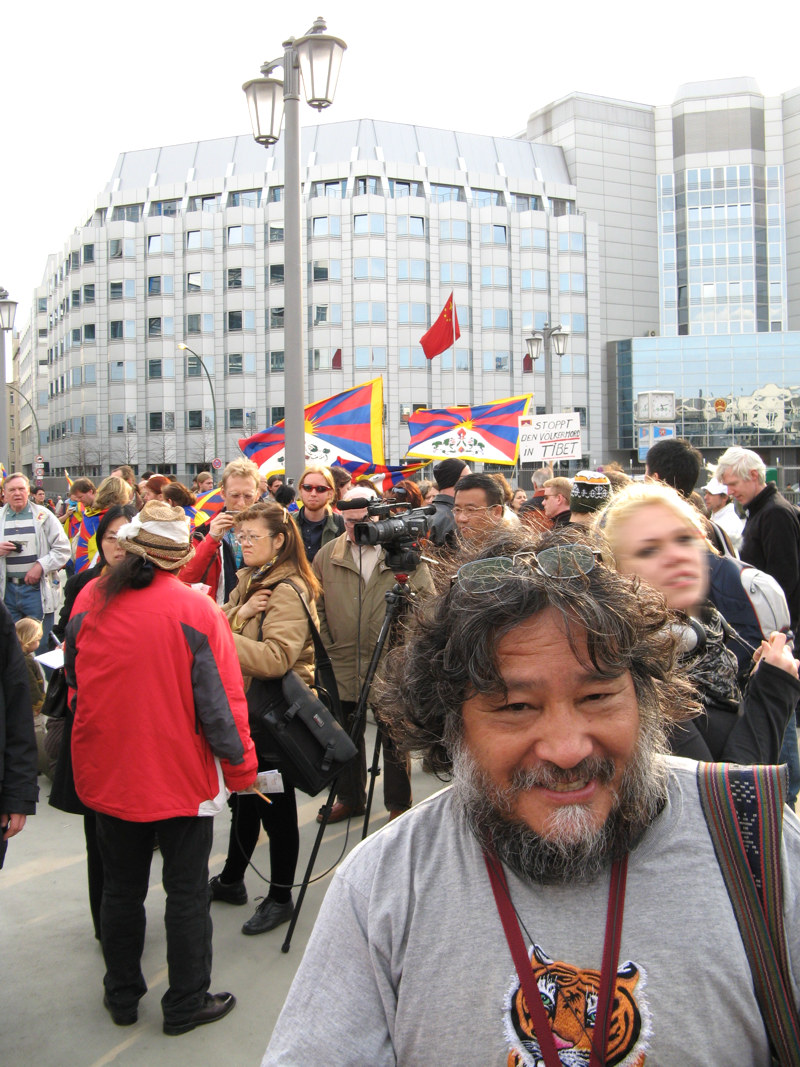
Tsewang Norbu 2008 vor der chinesischen Botschaft in Berlin

 Tsewang Norbu  (* 1. Juli 1949; † 18. August 2018) war ein deutscher Menschen- und Bürgerrechtler tibetischer Herkunft.

## Leben
Tsewang Norbu wurde im Dorf Sengeri, nahe der Grenze zu Bhutan, kurz vor dem Einmarsch der chinesischen Volksbefreiungsarmee geboren. Da sein Dorf auf der Strecke des tibetischen Flüchtlingsstroms lag, dessen Beteiligte nach dem Tibetaufstand vom 10. März 1959 ins Ausland entkommen wollten und von Gräueltaten der chinesischen Volksbefreiungsarmee berichteten, flohen sämtliche Bewohner seines Dorfes ebenso. Der zehnjährige Tsewang verließ deshalb mit seiner Familie zu Fuß seine tibetische Heimat über Bhutan nach Indien. Bis 1969 besuchte er im nordindischen Masuri die Schule. Danach studierte er am St. Stephen’s College der University of Delhi und absolvierte dort 1973 seinen Bachelor of Arts mit Auszeichnung. Zum Zweck weiterer akademischer Unterrichtung kam er 1973 nach Deutschland, wo er zunächst an der Ruhr-Universität Bochum, später an der Johann Wolfgang Goethe-Universität Frankfurt am Main und schließlich an der Rheinischen Friedrich-Wilhelms-Universität Bonn Soziologie und Tibetologie studierte.
Norbu arbeitete mehrere Jahre als Tibet-Experte für die Bundestagsabgeordnete Petra Kelly und die Europaabgeordnete Eva Quistorp. 1992 ging er zur Heinrich-Böll-Stiftung, wo er neben seinen Aufgaben im Umweltschutz, zum Thema Gewaltlosigkeit sowie in der Friedens- und Konfliktforschung Koordinator des Bürgerrechtskomitees für Migranten und Flüchtlinge wurde. Hierbei führte er selbst mit Rechtsextremen intensive Dialoge, um ihnen Toleranz näher zu bringen. Zudem war Norbu 1979 Gründungsmitglied der Tibet Initiative Deutschland und des Vereins der Tibeter in Deutschland. Tsewang Norbu hielt eine Vielzahl von Vorträgen und publizierte zahlreiche politische Artikel sowie Radiobeiträge für Radio Free Asia.
Norbu war im Jahr 2013 Mitbegründer der politischen Exilpartei „bod-rgyal-yongs-rang-btsan-lhan-tshogs“ (བོད་རྒྱལ་ཡོངས་རང་བཙན་ལྷན་ཚོགས Landesweiter Unabhängigkeitskongress Tibets), die seit 2016 Kandidaten zu den Wahlen entsendet.
Als Exilpolitiker organisierte Norbu Veranstaltungen zum Verhältnis zwischen China und Tibet. In engem Kontakt zum Dalai Lama stehend, vermittelte er Gespräche und Besuche deutscher Politiker und Journalisten. Zu den späteren Tibet-Unterstützern gehörten u. a. die Grünen-MdB Petra Kelly, Bundesminister Christian Schwarz-Schilling, die beiden hessischen Ministerpräsidenten Roland Koch und Volker Bouffier sowie der TV-Moderator Franz Alt.
Tsewang Norbu starb 2018 bei einem Unfall. In ihrer Trauerrede für ihn hob Bundestagsvizepräsidentin Claudia Roth hervor, er habe grundsätzlich bewirkt, dass die Thematik der Menschenrechtssituation in Tibet in der deutschen Öffentlichkeit überhaupt wahrgenommen wurde.